# Samick (entreprise)
Pour les articles homonymes, voir Samick (homonymie).

Logo de Samick

Samick est un fabricant d'instruments de musique coréen. Son siège est situé à Incheon en Corée du Sud. C'est un des plus importants fabricants de pianos au monde en nombre d'unités produites,.

## Historique
la société a été fondée en 1958.
En 2009, Samick annonce le rachat de 16,5 % des parts de Steinway & Sons.

## Production
En plus des pianos acoustiques et numériques, Samick produit aussi des instruments à cordes, à vent, des guitares et des amplificateurs.

## Galerie

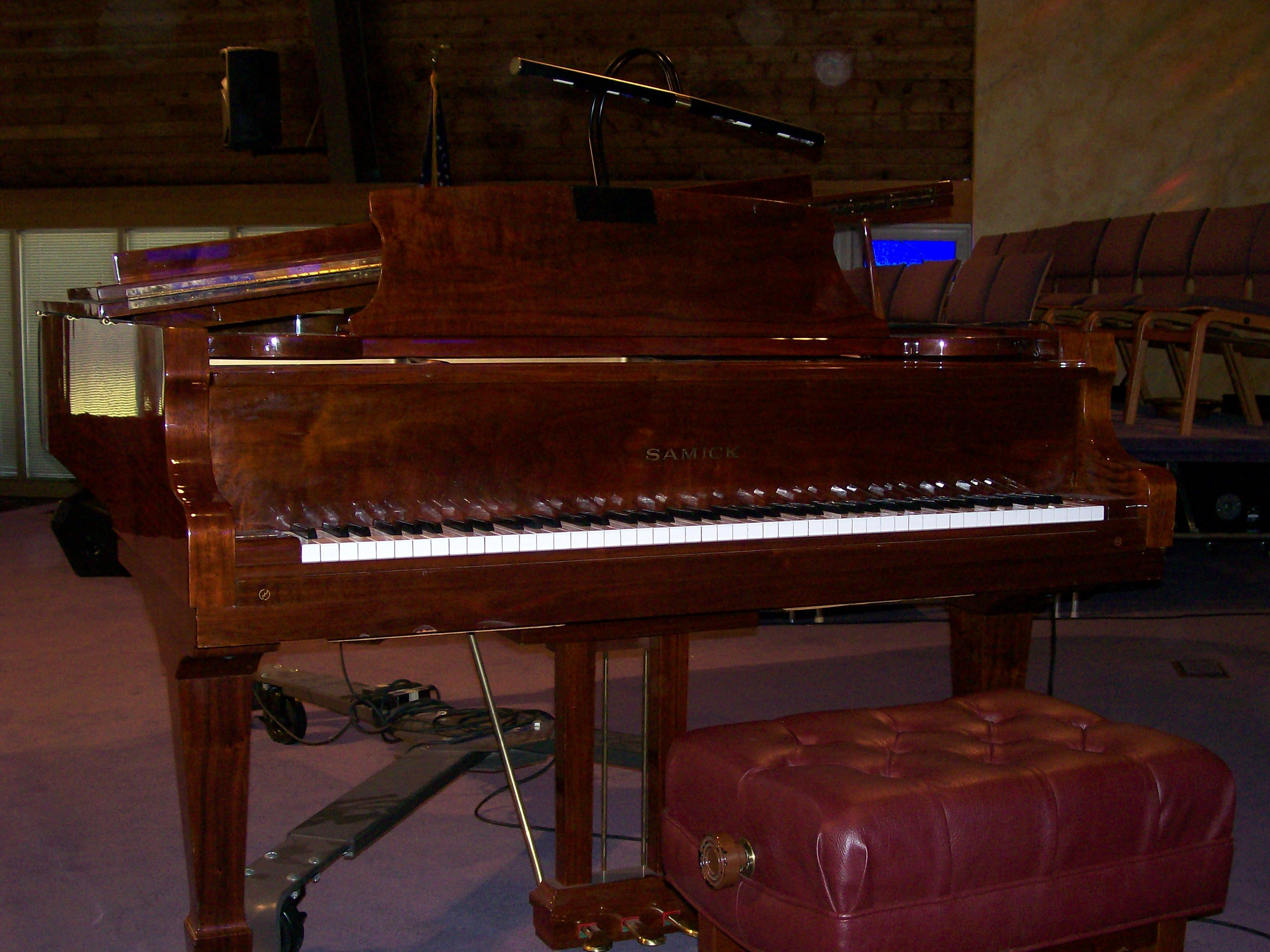
Piano Samick SG-225
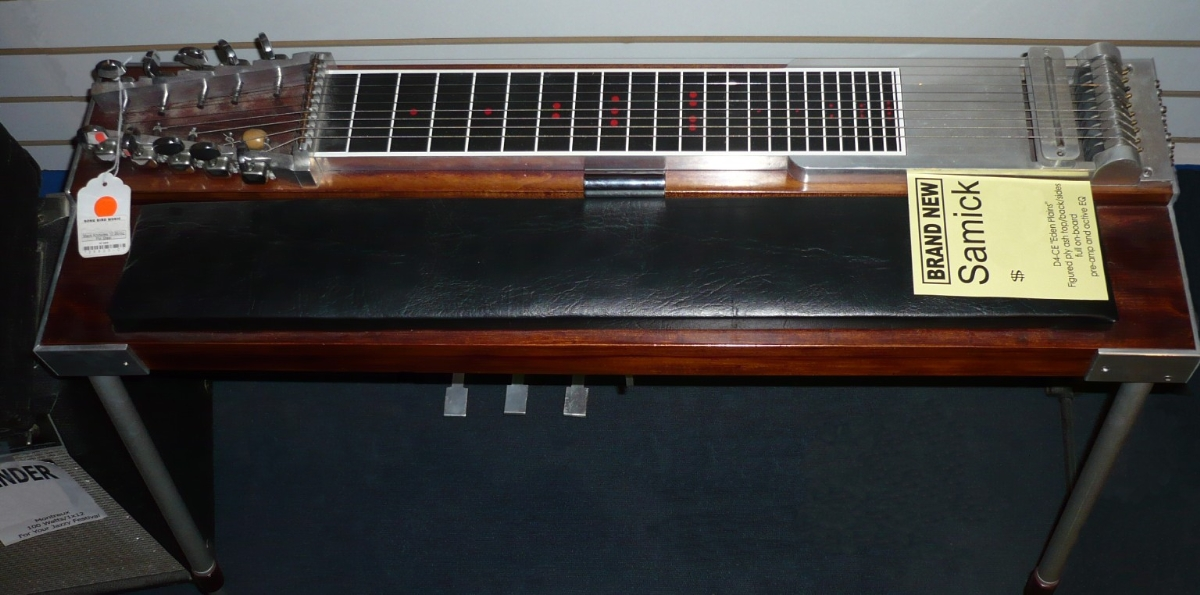
Guitare Steel de marque Samick
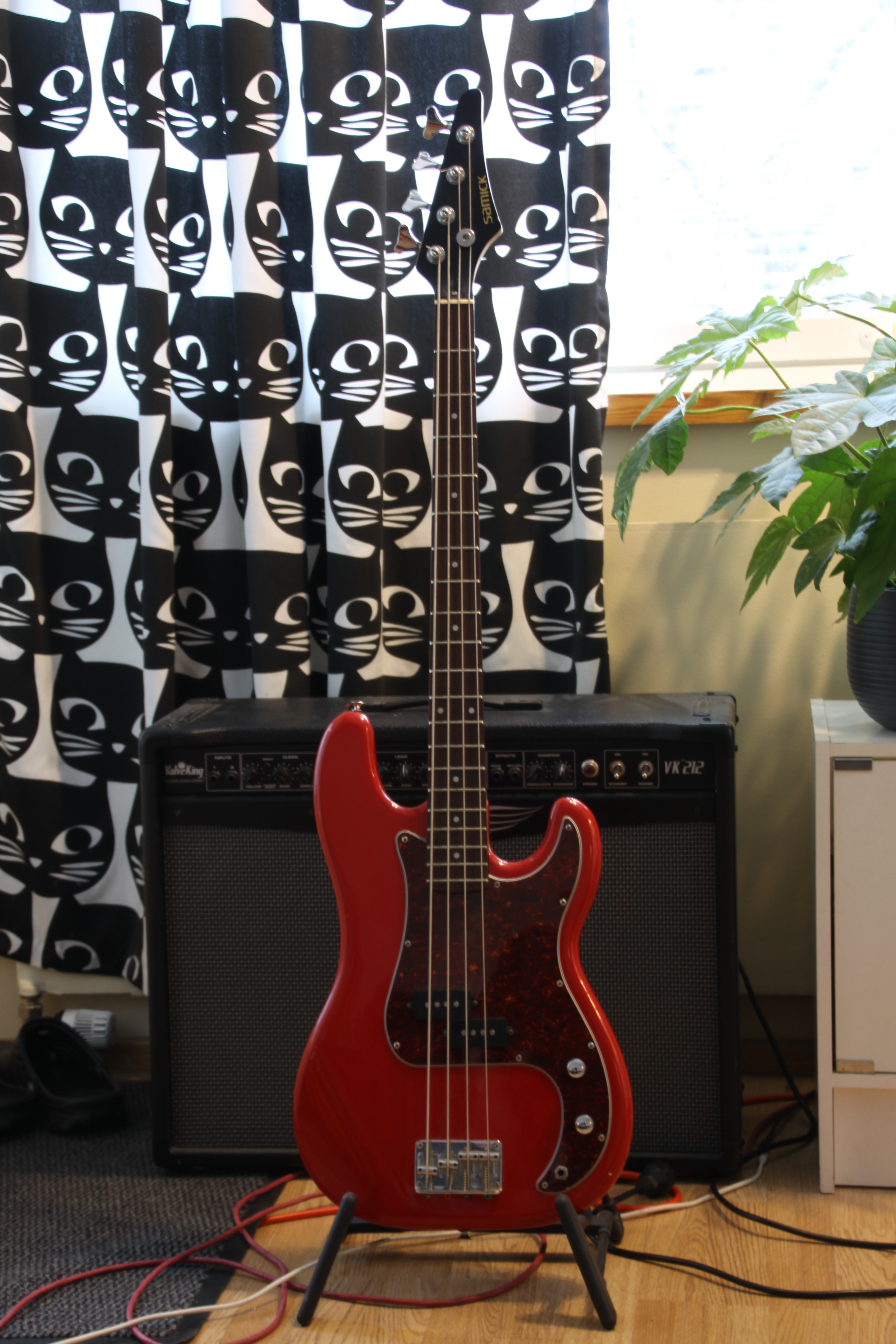
Basse Samick